# Chlorostroma cyaninum
Chlorostroma cyaninum är en svampart som beskrevs av Læssøe, Srikitikulchai & J. Fourn. 2010. Chlorostroma cyaninum ingår i släktet Chlorostroma och familjen kolkärnsvampar.   Inga underarter finns listade i Catalogue of Life.